# كوكي إيتو
كوكي إيتو (باليابانية: 江藤光喜) مواليد 8 فبراير 1988 في أوكيناوا، هو ملاكم محترف ياباني بدأ مسيرته الاحترافية سنة 2008 حيث انتصر في نزاله الأول. حقق بطولة رابطة الملاكمة العالمية.

## المسيرة الاحترافية
من نزالاته:
- انتصر على كومباياك بوربراموك (01-08-2013).

## إحصائيات
خاض خلال مسيرته 19 نزالا، فاز في 15 وتعادل في 1 وخسر في 3. فاز بالضربة القاضية في 11 نزالا.

## روابط خارجية
- كوكي إيتو على موقع بوكس ريك (الإنجليزية) (registration required)